# Straußhof (Rott)
Straußhof ist ein Ortsteil der Gemeinde Rott im oberbayerischen Landkreis Landsberg am Lech.

## Geografie
Die Einöde Straußhof liegt circa zwei Kilometer südöstlich von Rott unweit der Staatsstraße 2057 auf einem eiszeitlichen Moränenrücken.

## Geschichte
Der Straußhof wurde erst 1864 von Josef Mayr in der Flur Im Strauß erbaut.